# Moonshine River
"Moonshine River" é o primeiro episódio da 24ª temporada do seriado de animação de comédia de situação "The Simpsons". O episódio foi originalmente ao ar em 30 de setembro de 2012. "Moonshine River" tem 10 estrelas convidadas, Ken Burns, Zooey Deschanel, Sarah Michelle Gellar, Anne Hathaway, Maurice LaMarche, Don Pardo, Natalie Portman, Kevin Michael Richardson, Al Roker e Sarah Silverman. Deschanel, Gellar, Hathaway, Portman e Silverman reprisam seus papeis como as anteriores pretendentes a namorada de Bart, Mary Spuckler (de "Apocalypse Cow"), Gina Vendetti (de "The Wandering Juvie"), Jenny (de "The Good, the Sad and the Drugly"), Darcy (de "Little Big Girl") e Nikki (de "Stealing First Base"), respectivamente. Este é o segundo episódio em que a família Simpson viaja até Nova Iorque, sendo que aprimeira foi em "The City of New York vs. Homer Simpson".

## Enredo
Após um choque terrível de dois carros de Fórmula 1 em Springfield (em uma competição organizada pelo prefeito Joe Quimby), Bart vê Lisa dançar com Milhouse e percebe que todos os seus relacionamentos foram breves. Bart não acredita que vai rever suas ex-namoradas Jenny, Darcy, Gina Vendetti e Nikki McKeena. As quatro lhe rejeita pois não aceitava o jeito dele. Bart finalmente percebe que Mary Spuckler (filha de Cletus) foi o única que aceitou como ele era.
Bart vai até Cletus e diz que Mary foi se casar com outro homem. Um irmão de Mary lhe diz que ela foi para Nova Iorque e pediu para dar o seu endereço. Depois de ver um vídeo dele e de Mary, Bart percebe que ele deve ir para Nova Iorque, mas a família não pode arcar com o custo, além do fato de que Homer odeia Nova Iorque. Bart tenta mudar sua mente dizendo-lhe que a maioria dos edifícios que ele odiava foram destruídos (Old Penn Station, Shea Stadium, World trade center...). A família consegue cobrir as despesas, hospedando-se na casa de Flandres em Nova Iorque.
Em Nova Iorque, Bart vai à casa de Mary, onde ela diz que fez uma pequena fortuna trabalhando como escritora e atriz no Saturday Night Live. Bart e Mary dão um passeio onde ela (e outros cidadãos de Nova Iorque) cantam uma música para Bart. Porém, antes do beijo, Cletus aparece tentando trazer Mary de volta para Springfield.
Após uma fuga durante um jantar, Bart ajuda Mary a escapar, mas com a condição de que eles não são mais. Mary diz Bart para que não fique triste, pois haverá outras meninas como ela; após isso eles se beijam diante das pessoas no trem. Cletus e a família Simpson chegam à estação, onde Bart diz que não vai lhe dizer por onde esteve. No trem, Cletus lhe dá uma foto de sua família para que, de alguma forma, lembre-se de Mary. No fim, Homer diz que quando ele crescer vai ter de lidar com esses problemas.

## Recepção
O episódio foi assistido por 8,08 milhões de espectadores, tornando-se o programa de animação mais visto da FOX naquela noite.